# Godzina krzywd
Godzina krzywd – album zespołu Abaddon wydany 2 lipca 2004 roku nakładem wytwórni Lou & Rocked Boys Records.

## Lista utworów
1. "Proces" – 1:46
2. "Przemoc i siła" – 1:50
3. "Bezprawie" – 2:04
4. "Zostań bohaterem" – 2:57
5. "Telemania" – 2:25
6. "Służba nie drużba" – 3:42
7. "Zamknij się w sobie" – 2:07
8. "Nadzieja" – 3:18
9. "Polska rzeczywistość" – 3:10
10. "Abaddon" – 2:28
11. "Zbrojniacy" – 2:31
12. "Godzina krzywd" – 2:51

## Twórcy
- Robert Dembczyński – gitara
- Tomasz Dorn – perkusja
- Waldemar Jędyczowski – śpiew
- Władysław Refling – gitara basowa